# Recreio dos Bandeirantes
Recreio dos Bandeirantes é um bairro nobre da Zona Sudoeste do município do Rio de Janeiro, que faz parte da região administrativa da Barra da Tijuca. Possui uma área territorial de 30.655 km², sendo conhecido pelas praias, pelo ambientalismo, organização, e segurança.
Faz divisa a leste com Barra da Tijuca, a norte com Camorim, Vargem Pequena e Vargem Grande, a oeste com Barra de Guaratiba e Grumari e a sul com o Oceano Atlântico.
Muitos artistas também têm optado por morar no bairro. Foi o bairro que mais avançou no IDH (Índice de Desenvolvimento Humano), passando de 0,794 em 1991 para 0,894 em 2000, o 31º melhor da cidade do Rio de Janeiro (índice já defasado) 
Localizado a oeste do bairro da Barra da Tijuca e a leste de Guaratiba, o Recreio é o bairro do Rio de Janeiro que tem crescido mais rapidamente nos últimos anos. Em 1980 tinha 5.276 habitantes, e em 1991, tinha 14.344 habitantes. Sofreu uma explosão populacional a partir da década de 2000, passando de 37.572 habitantes em 2000 para 82.240 habitantes em 2010. É dos bairros que mais se valorizam na cidade, atraindo as classes média alta e alta, vindas de bairros nobres já saturados, e a classe média emergente, vinda de bairros mais humildes.

## História
Sua vegetação nativa é composta de restingas, de muito areal e pântano, e também por isso esta região permaneceu isolada durante muito tempo. 
Nos anos 1920, o americano Joseph Wesley Finch, nascido na Califórnia em 1884, adquiriu um conjunto de terras, que formaria a hoje denominada Gleba B do Recreio, do Banco do Crédito Móvel, iniciando um processo de desenvolvimento do local para a venda de lotes. A área da Gleba A continuou como propriedade do Banco de Crédito Móvel.
A dificuldade para chegar até a área era grande, e o Sr. Finch, para atrair possíveis compradores, organizava excursões oferecendo uma feijoada a beira-mar. A longa viagem partia da Cinelândia, passava por Madureira, depois por Jacarepaguá e Estrada dos Bandeirantes, até a Estrada do Rio Morto e finalmente na Praia do Recreio.
Finch vendeu lotes do denominado Jardim Recreio dos Bandeirantes de 1921 até seu falecimento, em 1934. Sua esposa então negociou com empresários a venda de seu espólio através da criação de uma empresa que seria proprietária dos lotes, a Predial Bandeirantes, fundada em 1934. Já em 1939, os sócios passaram as suas participações nas terras para um grupo de dez banqueiros, que criaram a Recreio dos Bandeirantes Imobiliária S/A. 
Na Predial Bandeirantes aparece pela primeira vez o nome de Holophernes de Castro ligado à região da Barra da Tijuca, no ano de 1934. Ele foi sócio juntamente com Manoel José Ferreira, Renato Fioravanti Bittencourt e Hugo Martins Ferreira desse espólio de Amanda Agnes Busch Finch. Outros nomes ligados à Predial Bandeirantes são de Euvaldo Lodi (Jardim Oceânico), John Janin Rohe, Alberto Nin Ferreira (Banco Crédito Móvel), José de Serpa, Alberto Porto da Silveira e Cláudio Mello. 

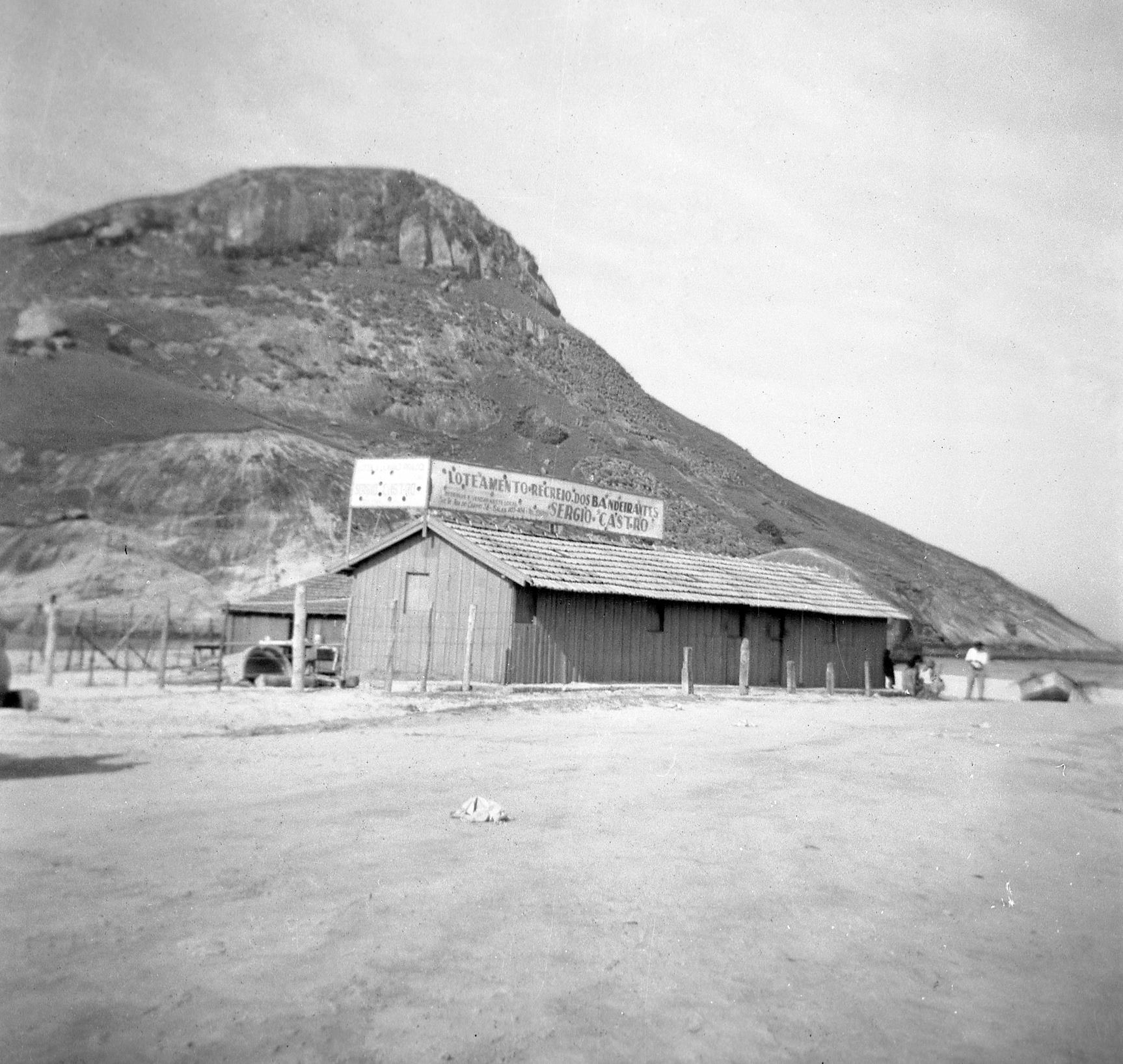
Estande de vendas da Sérgio Castro Imóveis no Recreio dos Bandeirantes, em 1959.

Com o início da Segunda Guerra mundial (1939) os sócios venderam suas participações para um grupo de dez banqueiros influentes, que criaram a Recreio dos Bandeirantes Imobiliária S/A. Entre os banqueiros estava Luiz Fernandes Vergara (sócio majoritário da Recreio dos Bandeirantes Imobiliária), foi era tabelião do 2º RGI, secretário-geral do Getúlio Vargas (equivalente a Ministro da Casa Civil), dono de banco, com passagens por universidades no exterior. Também participou da sociedade o empresário Drault Ernanny de Melo e Silva. 
Em 1943 cada um dos sócios tinha o equivalente a 120.000 cruzeiros em cotas da sociedade, o que remete a um valor patrimonial de 1,2 milhão de cruzeiros pela propriedade das terras do bairro. 
Surge nessa época a figura do corretor Sérgio Castro, que monta seu estande de vendas no Pontal e inicia um processo de criação de liquidez para os lotes.

### Projeto de urbanização
A formação do Recreio se daria a 11 de fevereiro de 1953 com o lançamento do Projeto de Urbanização do Recreio dos Bandeirantes (PA 6028), de autoria do engenheiro e urbanista José Otacílio Saboya Ribeiro, num projeto urbano que prevê a integração ambiental e comunitária, inspirado nos ideais anglo-americanos da Cidade Jardim, conciliando a topografia local a um traçado reticular segmentado com diversas praças e parques de floresta nativa.
Entre os anos de 1958-59 a Companhia Recreio dos Bandeirantes foi responsável pela implementação do projeto e  venda dos lotes recém-desmembrados que compunham a chamada Gleba B. O senador potiguar Georgino Avelino, então presidente do Banco do Distrito Federal, esteve entre os que acreditavam na expansão da cidade em direção ao Sudoeste, pressionando pela urbanização da área e sua venda aberta à sociedade, contratando o então jovem corretor de imóveis Sergio Castro, que promoveu a venda em lançamento da Gleba B, desde um barracão localizado junto à Pedra do Pontal, que posteriormente, ao fim do lançamento, foi vendido por Sergio Castro a um famoso restaurante.
Historicamente, todos os bairros da região da Barra da Tijuca desde sua ocupação inicial sofreram com a falta de atuação do poder público, que sempre privilegiou áreas mais densamente povoadas da cidade e integradas ao seu centro. Com isso, tanto o Recreio quanto a Barra não tiveram implementadas várias obras públicas fundamentais ao seu desenvolvimento apropriado. A Barra da Tijuca, porém, conseguiu remediar tal questão por ser um bairro construído majoritariamente pela iniciativa privada, empresas de construção e incorporação que abriram e pavimentaram vias para a implementação dos seus famosos condomínios de ruas fechadas. Já o Recreio, pela sua própria estrutura urbana (formado majoritariamente por ruas de acesso livre nas quais a iniciativa privada não tem poder) é dependente da atuação do governo local.
O abastecimento de água só foi implementado de forma abrangente na década de 1990 no governo de Marcello Alencar. O fornecimento de energia tinha uma infra-estrutura precária, e eram frequentes as quedas de energia, que causavam enormes prejuízos materiais aos moradores; a região só tinha uma subestação de energia, e só na década de 2000 foram implantadas outras subestações, diminuindo consideravelmente o problema. O problema da pavimentação das ruas, por sua vez, constituiu um grande entrave ao desenvolvimento do bairro nos anos 1990, e somente na década seguinte foi erradicado. Em relação à falta de saneamento, a região recentemente recebeu investimentos da prefeitura, sendo inaugurada uma estação elevatória da Cedae em 2009, todavia o despejo de esgoto nos canais e lagoas da região continua até os dias atuais sem a atuação mais efetiva do poder público.

## Geografia
O litoral do Recreio é formado por cinco praias: Prainha, Secreto, Macumba, Pontal e Recreio. O bairro possui praias mais limpas, reservadas e bonitas que a média da cidade, no sentido leste-oeste são a Praia do Recreio, Praia do Pontal, Praia da Macumba, Praia do Secreto e Prainha.

### Praia do Secreto

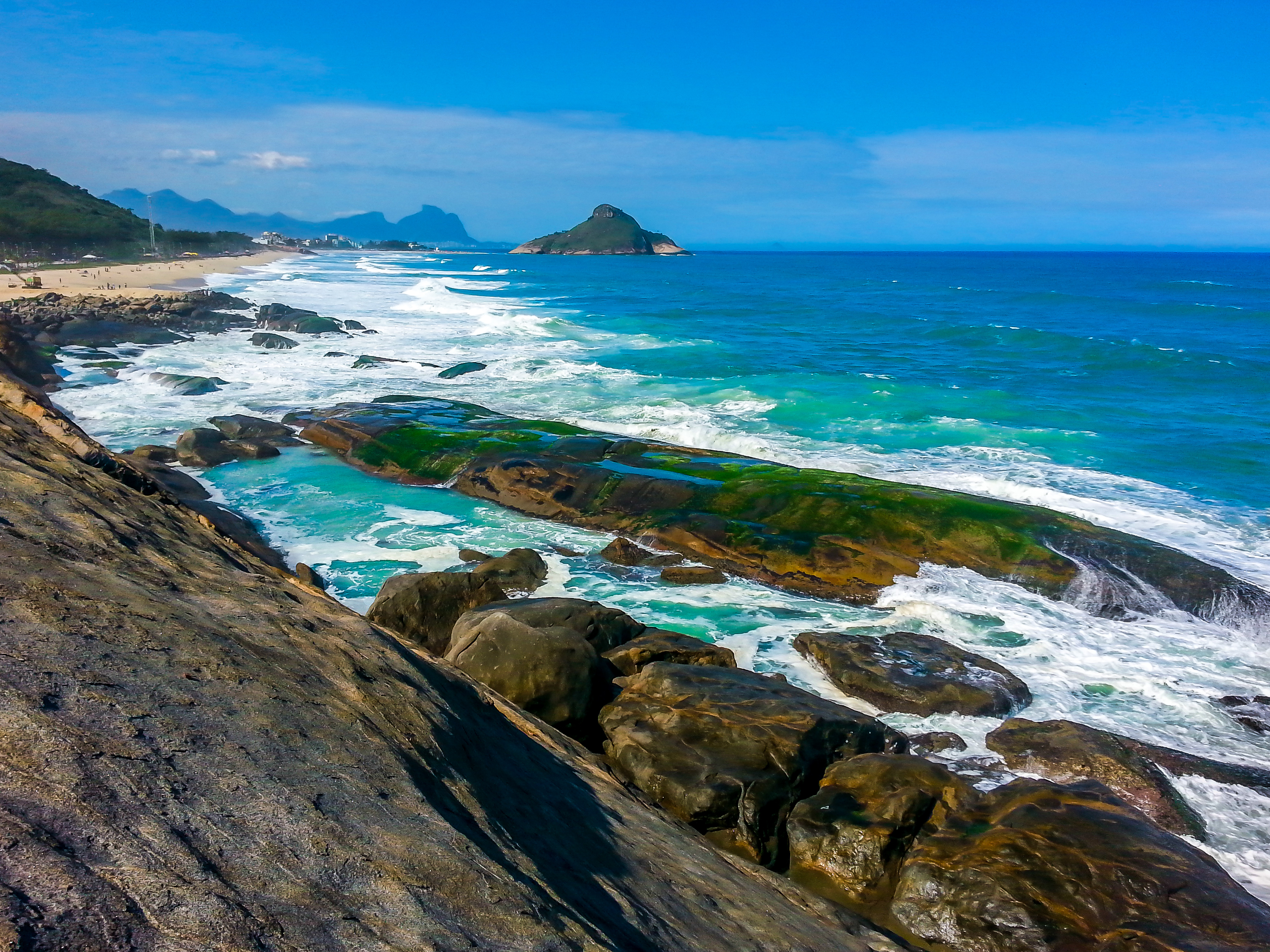
Praia do Secreto.

A Praia do Secreto é uma praia da região que conta com uma piscina natural formada por algumas rochas e invadida pelas águas do mar.  Está localizada no canto direito da Praia da Macumba, perto da subida da Prainha. É um "pico" (ponto favorável a prática do surf) famoso de bodyboard e conhecido pelo seu "triângulo de direita" (ondas que quebram da direita para esquerda que tem um formato de triângulo). As melhores condições para a prática do Bodyboard é quando a ondulação esta de sul e o vento de terral (vento que sopra da terra em direção ao mar).

### Praia do Recreio

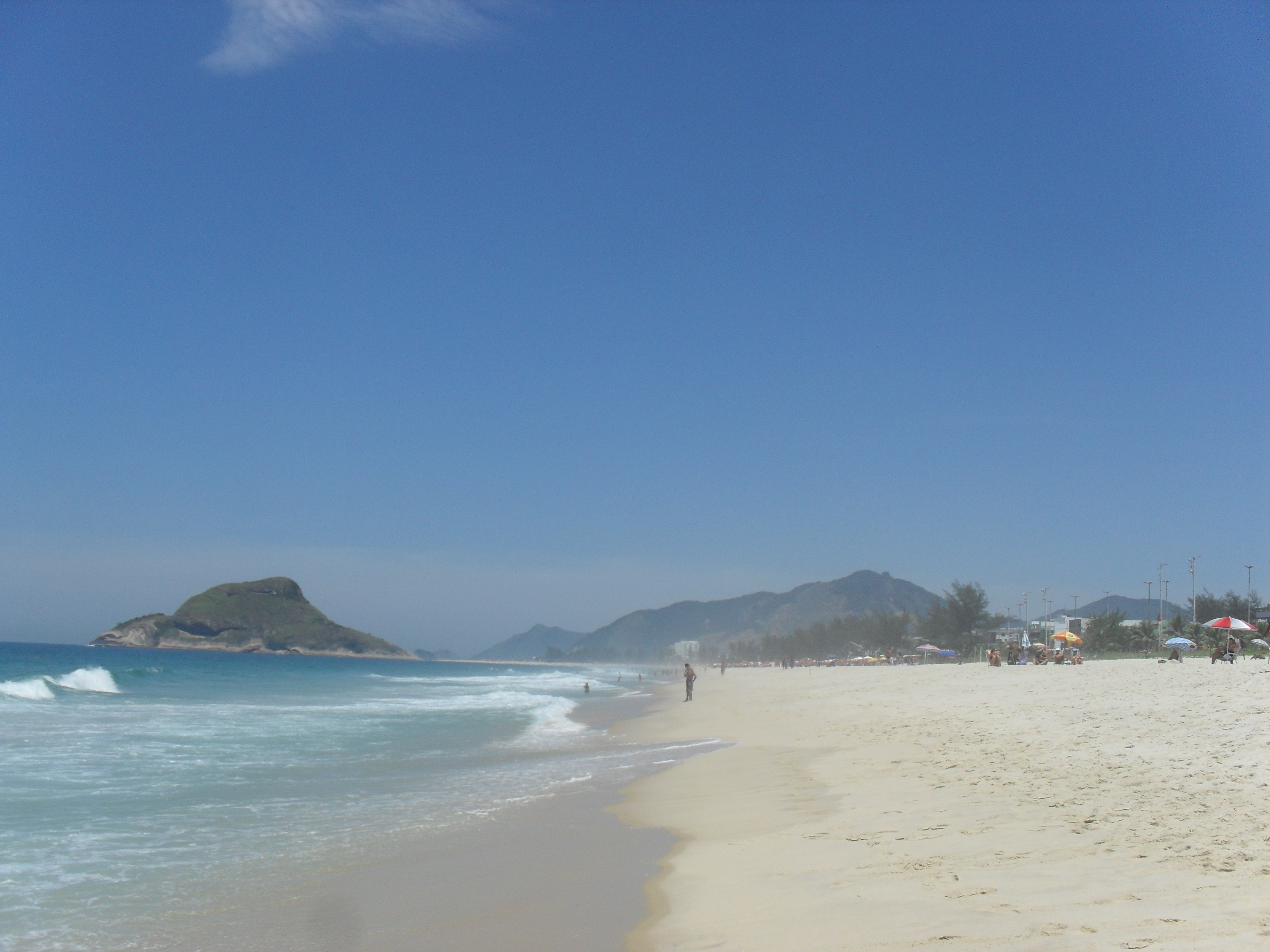
Praia do Recreio.

A maior e mais agitada praia do bairro, possui ondas mais fortes e as águas mais limpas do litoral carioca. Possui diversas escolas de surf e vôlei de praia. Tem o tamanho aproximado de 3 quilômetros. É muito frequentada por surfistas e é palco de muitos campeonatos de bodyboard e gravações de televisão. Pela limitação do gabarito dos prédios em 3 andares, o sol não é bloqueado atrás das grandes construções. Seu limite vai da praia da Barra da Tijuca até a pedra do Pontal. Já a praia do Pontal é caracterizada por águas mais calmas e prédios de gabarito mais alto localizados no próprio calçadão da praia. A praia da Macumba, por sua vez, é mais agitada, e é comum a destruição de seus aparatos urbanos pelas ondas fortes. No Carnaval os quiosques da orla promovem o desfile de bandas.

### Praia do Pontal

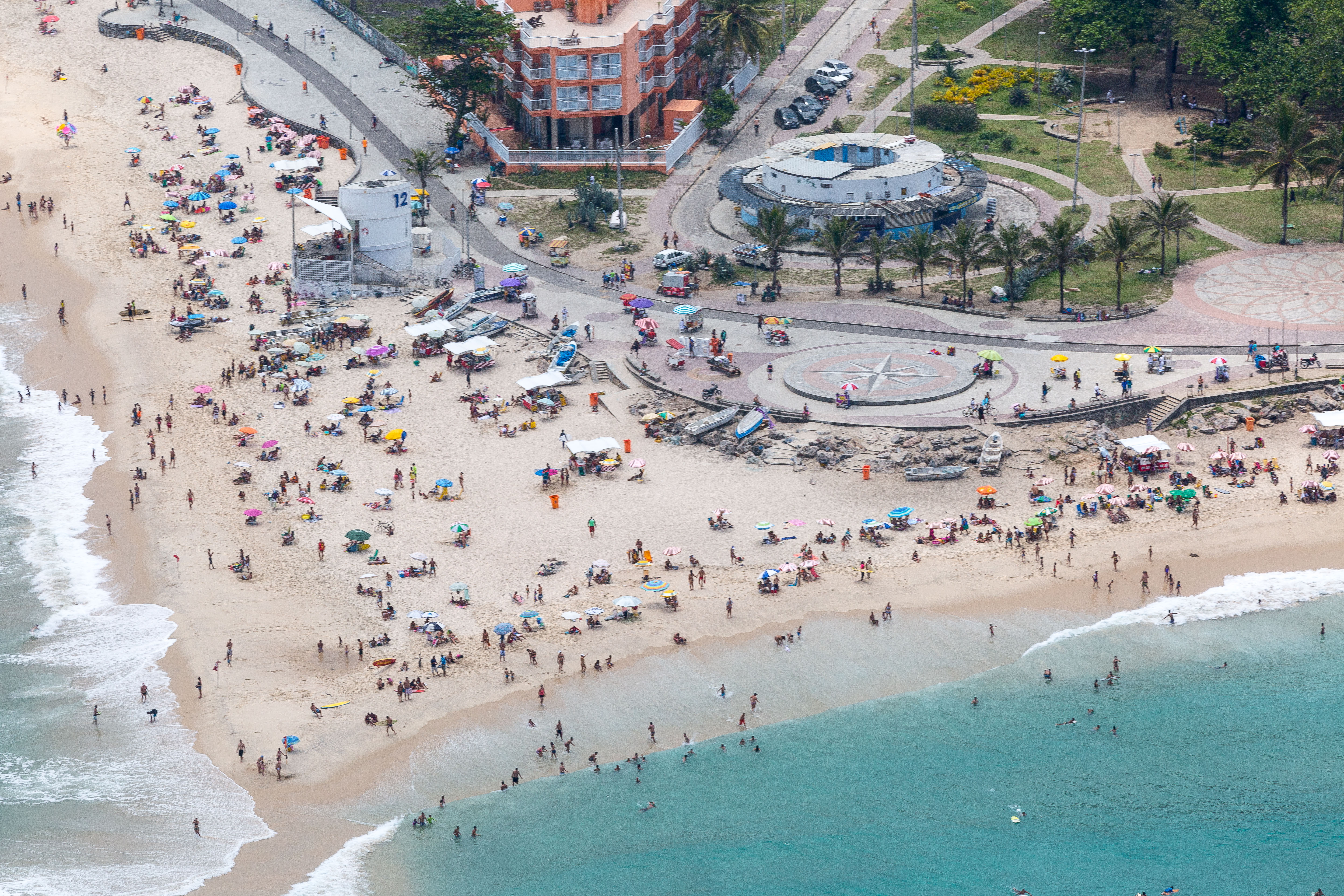
Praia do Pontal.

É a segunda maior e mais importante praia, caracterizada por não haver separação entre o calçadão e os prédios, que possuem aqui um gabarito maior de construção. Estende-se da Pedra do Pontal até a Pedra de Itapuã. É citada na música "Do Leme ao Pontal", de Tim Maia. 

### Praia da Macumba

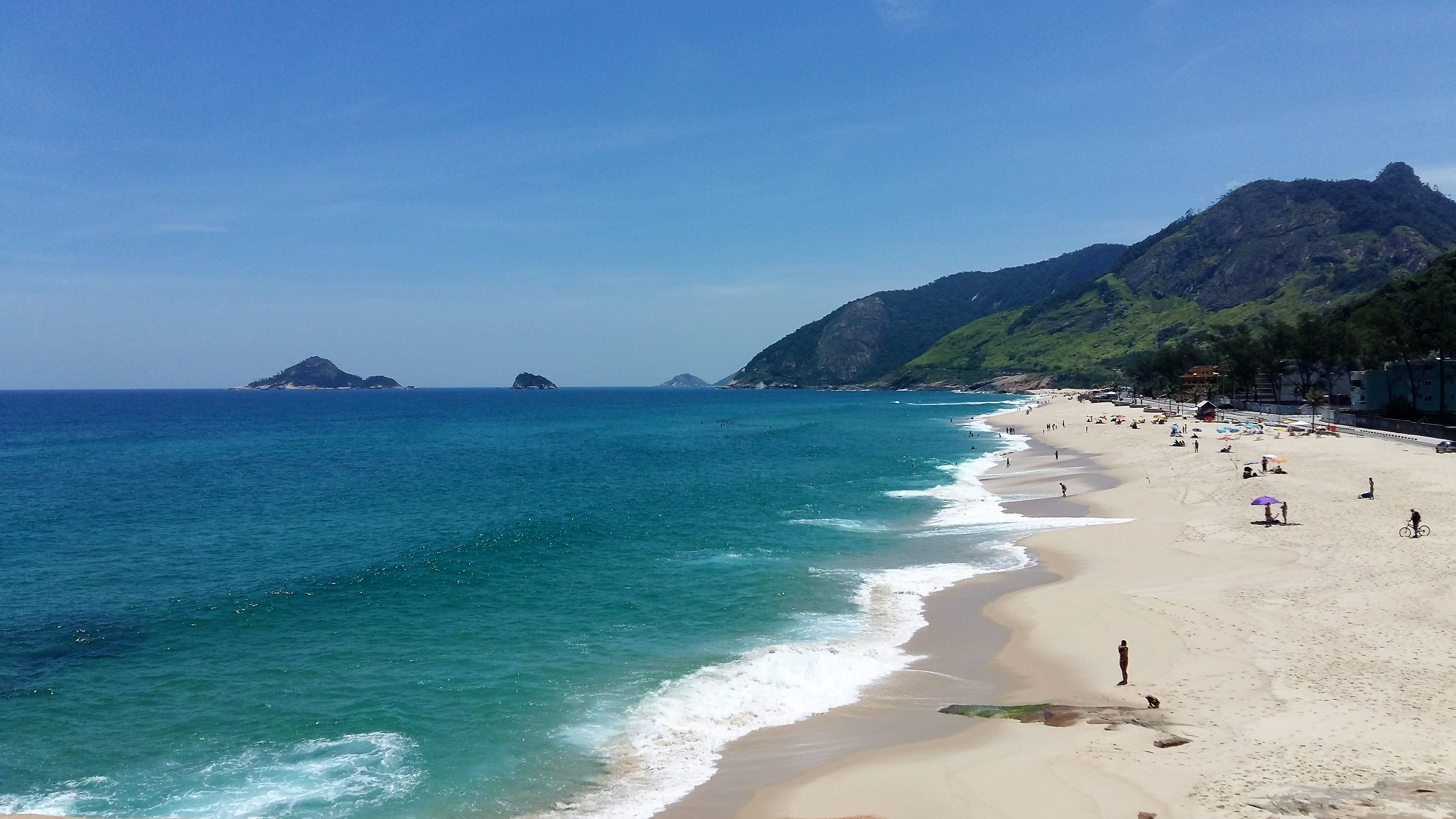
Praia da Macumba vista da Pedra de Itapuã.

A Praia da Macumba tem cerca de 1,3 km de extensão, localiza-se entre a Prainha e a Praia do Pontal. Delimitada pelo Canal de Sernambetiba, mais conhecido como Canal ou Rio Morto, e pela Pedra de Itapuã, é margeada pela Avenida AW e por um trecho da Estrada do Pontal. A praia recebeu esse nome por ser um local onde adeptos da Umbanda e do Candomblé têm o hábito de fazer despachos e trabalhos religiosos. É conhecida também como o paraíso dos surfistas que utilizam longboard devido às suas ondas, que oferecem condições para o surf durante o ano todo.
Tornou-se nacionalmente conhecida no final da década de 1980, por ter sido o principal cenário externo da novela Top Model. 

#### Desmoronamento do calçadão

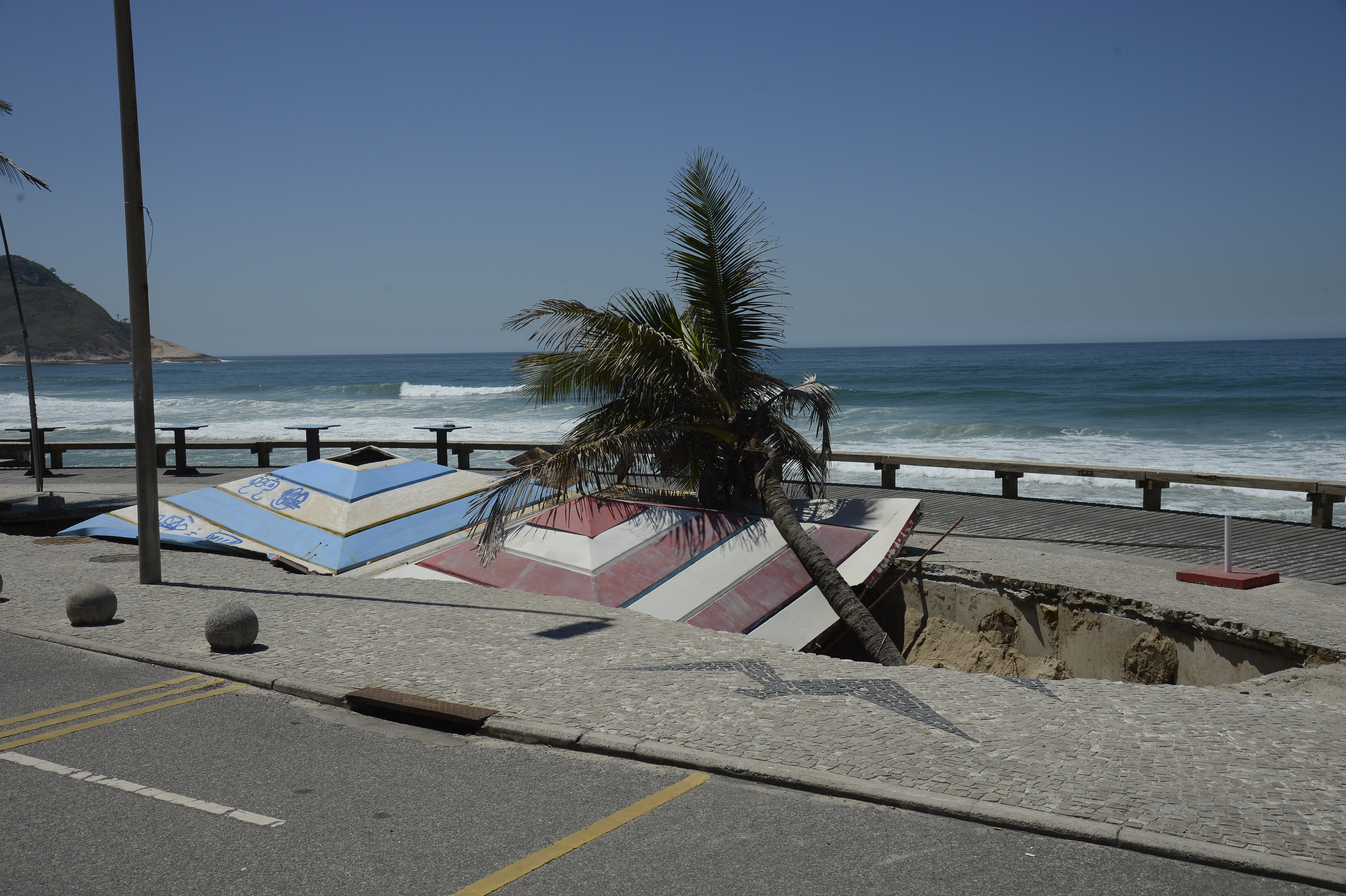
Resultado dos desmoronamentos ocorridos no calçadão da praia.

Em 15 de setembro de 2017, uma parte do calçadão da Praia da Macumba afundou e desmoronou, embora não houvesse ressaca no mar. Segundo um morador da região, outros problemas semelhantes ocorreram nos últimos anos. Nos dias 4 e 9 de outubro, ocorreram outros desmoronamentos do calçadão, dessa vez devido à força do mar. Segundo o Secretário Municipal de Conservação e Meio Ambiente, Rubens Teixeira, o calçadão da orla, construído há mais de 15 anos, foi mal feito.
No dia 18 de outubro, a Secretaria Municipal de Conservação e Meio Ambiente (SECONSERMA) iniciou o trabalho de contenção do calçadão da orla. Orçada em R$ 14,5 milhões, a obra será executada pela empresa Geomecânica. Será colocado enrocamento sintético (bolsas preenchidas de concreto) na frente e atrás do muro do calçadão, a fim de recompor o solo e o calçamento e de proteger a integridade das construções da região. Está previsto também o aterramento da área atingida e a recomposição de todo o calçadão. A intervenção será executada por etapas e deverá estar pronta em até 120 dias. Em 24 de outubro, uma parte do muro de contenção colocado pela prefeitura, um poste e um trecho que ainda restava de parte de uma calçada desabaram com a força das ondas. Devido à situação, o Ministério Público Federal (MPF) solicitou à Justiça Federal a convocação de uma audiência para apresentar uma solução para os desmoronamentos ocorridos na praia.
Atualmente, a Prefeitura do Rio busca viabilizar um projeto, proposto pela COPPE há 17 anos, que consiste na instalação de um quebra-mar a fim de impedir o deslocamento de areia pela ação dos ventos e das marés.

### Prainha

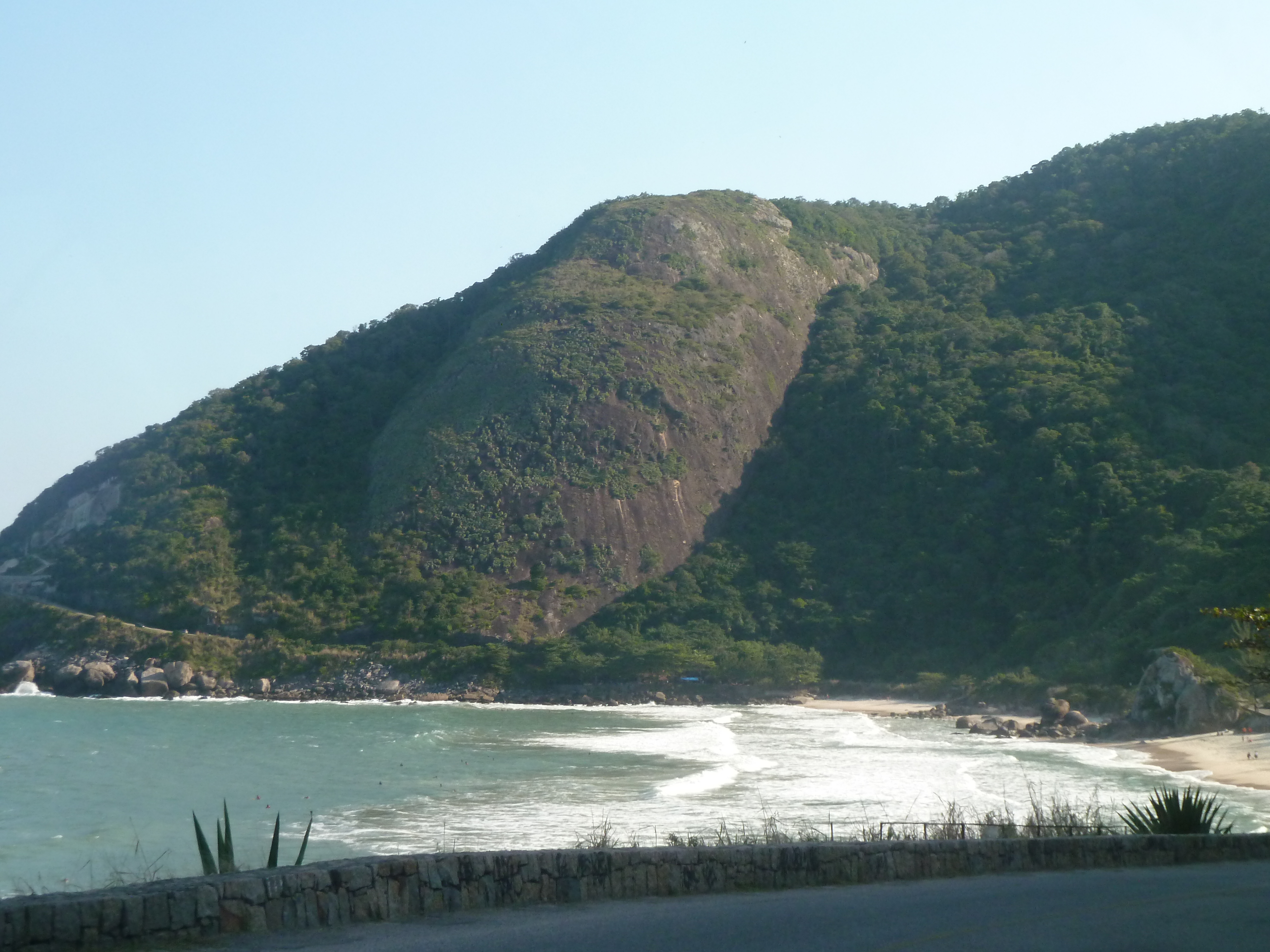
Vista da Prainha.

A Prainha fica entre o Recreio dos Bandeirantes e Grumari. Possui estreita faixa de areia inscrita entre o maciço da Pedra Branca e o oceano Atlântico. É uma das praias mais procuradas para a prática de surfe. Vizinha ao bairro de Grumari, é margeada pela Avenida Estado da Guanabara, sendo esta a única via de acesso a praia, percorrendo toda sua extensão. A área faz parte da Área de proteção ambiental (APA) da Prainha, uma área florestal de proteção permanente e assim em que é vedada a construção de qualquer construção, além das estruturas já existentes que servem para a manutenção da área e serviço aos frequentadores, em especial surfistas. O surf, bodyboard, longboard e o bodysurf são os esportes mais praticados na área.[carece de fontes?]
A trilha para o Mirante do Caeté fica dentro do Parque Natural Municipal da Prainha. O parque fica bem em frente a praia e é usado por muitos surfistas e banhistas, por ter banheiros, chuveiros e bebedouros. Como a trilha fica dentro do parque, fique atento pois você só pode realizá-la de 8h às 17h, pois é o mesmo horário que o parque fica aberto. Ao chegar no Parque Natural Municipal da Prainha, você perceberá algumas placas apontando para trilha. Porém ela é uma trilha circular dentro do próprio parque que leva até o início da trilha do Mirante do Caeté. Com pouco tempo de caminhada, você chegará na placa que indica o caminho certo para a trilha do Mirante do Caeté. A partir deste ponto a trilha ficará mais íngreme e um pouco mais cansativa. Continuando a subida, em pouco tempo você chegará ao Mirante do Caeté, com um visual que recompensa todo esforço que você fez. De lá você consegue ver a Praia do Secreto, a Praia da Macumba, a Pedra do Pontal, o Recreio, a Barra da Tijuca e a Pedra da Gávea. 

## Urbanização

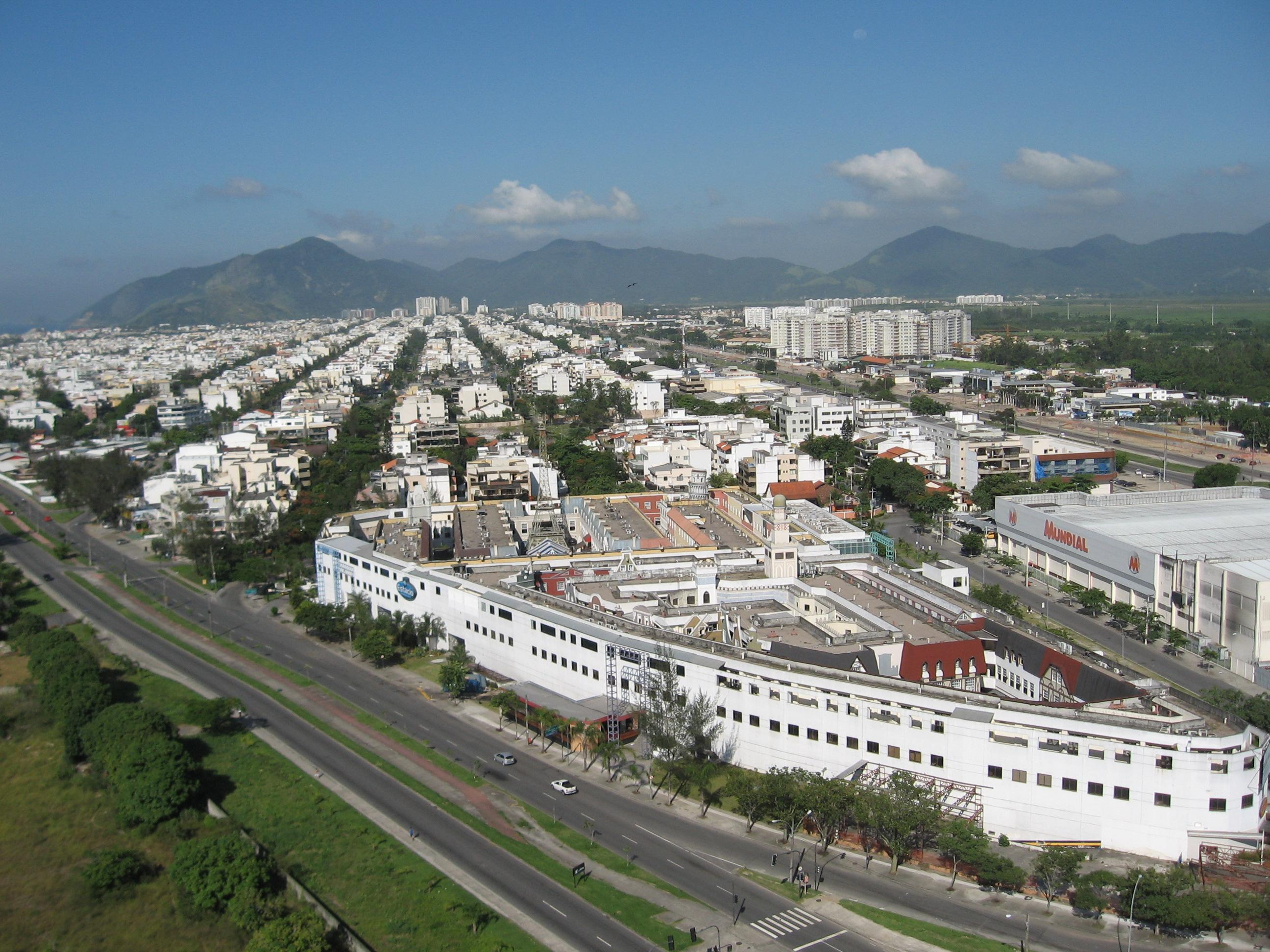
Vista desde o começo do bairro, a partir do Barra World Shopping

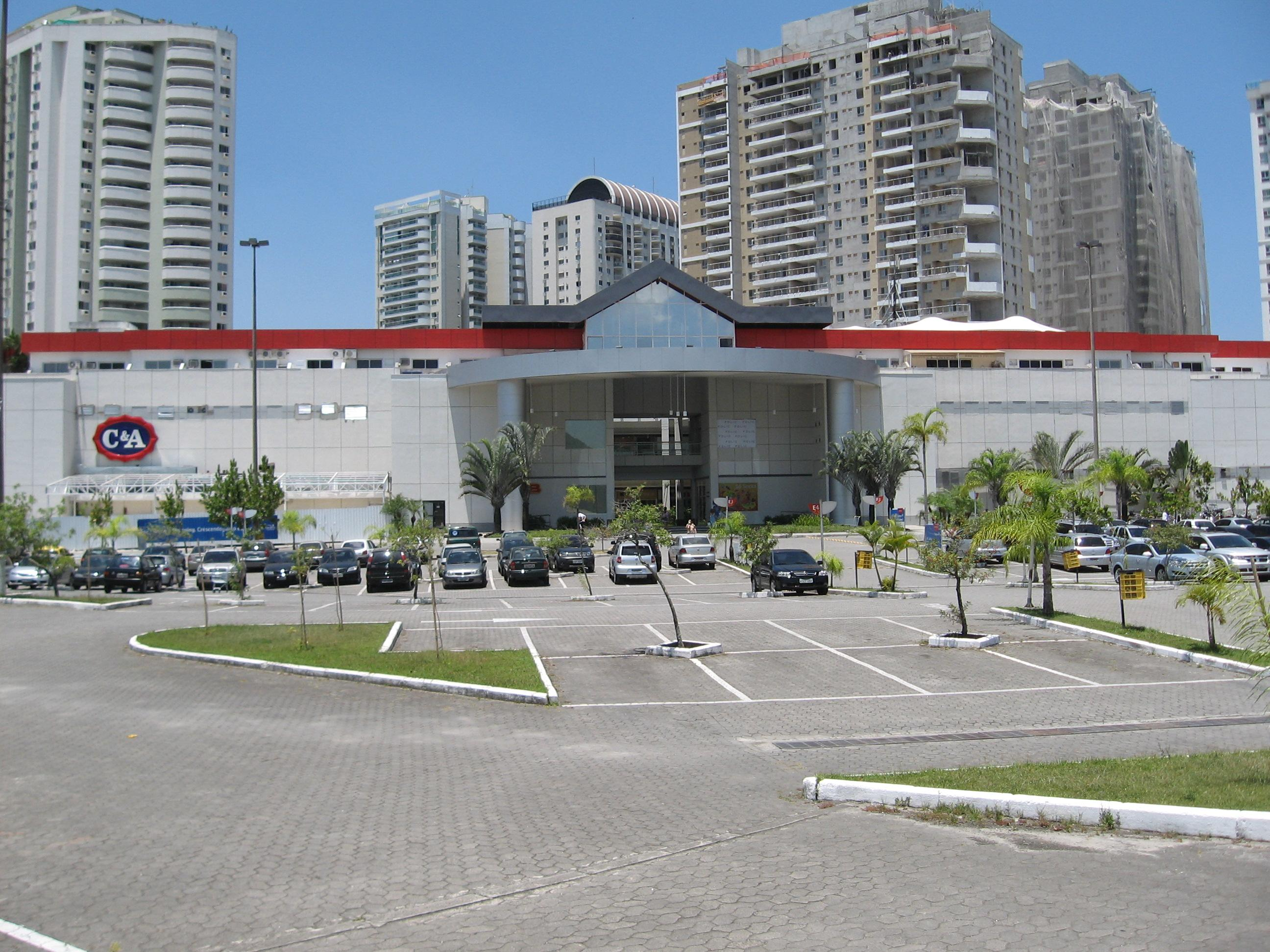
Recreio Shopping

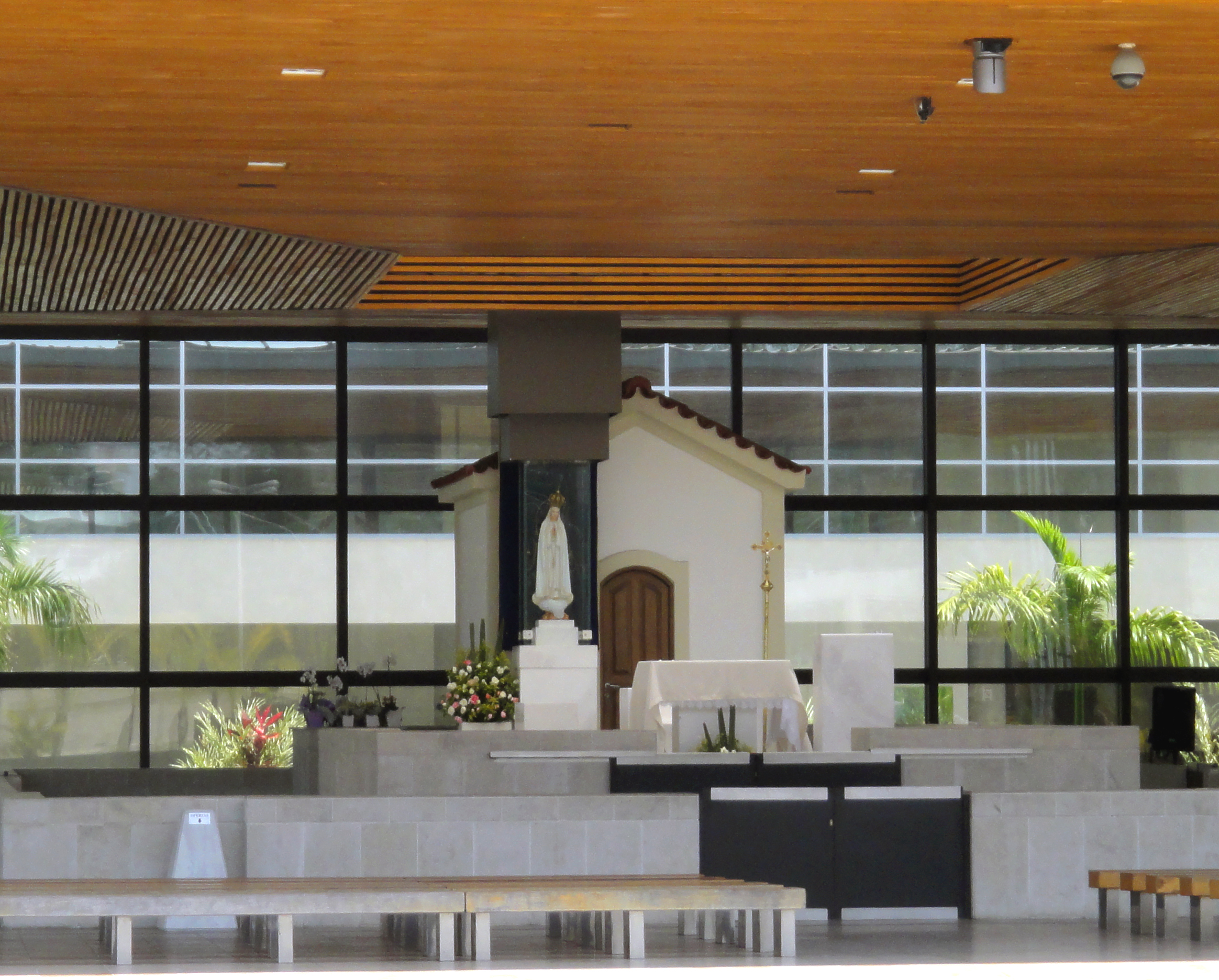
A capela do Santuário de Nossa Senhora de Fátima.

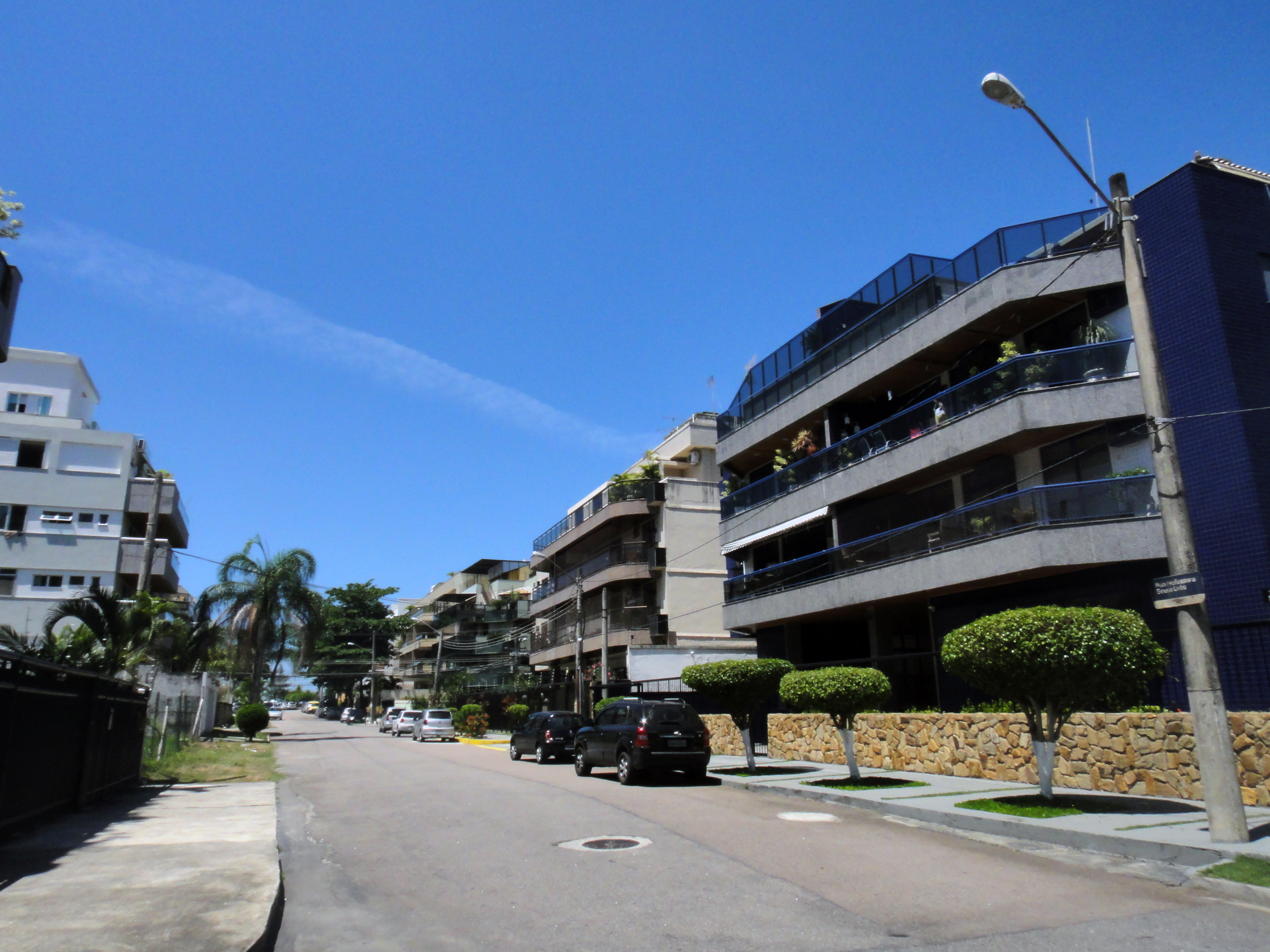
Edifícios com poucos pavimentos no Recreio dos Bandeirantes.

O Recreio se destaca pelo urbanismo diferenciado em relação ao restante da Barra da Tijuca: gabarito de construção majoritariamente limitado a poucos pavimentos, ruas com cortes semi-hipodâmicos que ajudam a reduzir a velocidade dos automóveis e com um grande número de praças. A sua divisão inicial se deu entre as chamadas Gleba A, Gleba B e Gleba C (Pontal). As áreas das glebas A e B, entre as vias Balthazar da Silveira e Gilka Machado, são as mais ocupadas e seguiram o planejamento inicial, enquanto a Gleba C,na região do Pontal, área entre as vias Gilka Machado e Estrada Vereador Alceu de Carvalho,foram feitas invasões irregulares - favelas do Terreirão e do Parque Chico Mendes. Ainda na Gleba C há a Barra Bonita, área em que há os maiores gabaritos de construção de todo o Recreio, ao redor do Recreio Shopping. Já no interior do Recreio - entre a Avenida das Américas e o bairro das Vargens - estão localizados os condomínios fechados que seguem o mesmo modelo urbano do bairro da Barra da Tijuca.
Um grandes problemas do bairro ainda hoje é o transporte público para as demais regiões da capital fluminense. O Recreio não possui metrô e conta com poucas linhas de ônibus. A prefeitura vem tentando resolver a questão com a implantação do sistema Bus Rapid Transit, que ligará o bairro à futura estação de metrô do Jardim Oceânico. A linha TransOeste, bem como ao Aeroporto Internacional do Rio de Janeiro, através da linha TransCarioca, além de fazer a ligação a outros bairros da zona oeste do Rio de Janeiro.
Devido ao excessivo uso de carros, o trânsito da região era intenso. A Avenida das Américas, no trecho do Recreio, apresentava sinais de saturamento crescentes, já que possuía apenas duas pistas em cada sentido, contra seis no trecho da Barra da Tijuca. Em 2010, a Prefeitura iniciou as obras de duplicação da Avenida das Américas. Em 2012 ficaram prontas as obras da TransOeste, do Túnel da Grota Funda e do viaduto Orlando Raso, que conseguiram conter o problema de tráfego temporariamente.
Em 2011 foi inaugurado o Santuário de Nossa Senhora de Fátima do Rio de Janeiro na Avenida Alfredo Baltazar da Silveira, tendo este como principal missão o levar mais longe a mensagem de Nossa Senhora de Fátima.
Entre as favelas e assentamentos informais no bairro estão o Terreirão, a maior favela do bairro, e a Favela do Beira Rio, no interior do Recreio. 
A maioria dos eventos dos Jogos Olímpicos de Verão de 2016 foram realizados em áreas vizinhas ao Recreio, assim como a Vila Olímpica no Camorim, que fica a cinco minutos do bairro. Devido a isso estão sendo realizadas diversas obras públicas que visam a melhoria do transporte, saneamento e urbanização do Recreio dos Bandeirantes.

## Sub-bairros
- Barra Bonita
- Pontal Oceânico
- Reserva Américas